# Aleksiej Komarow
Aleksiej Filippowicz Komarow (ros. Алексей Филиппович Комаров; ur. 10 grudnia 1921 w Moskwie, zm. 10 maja 2013 tamże) – rosyjski wioślarz reprezentujący ZSRR, srebrny medalista olimpijski.
Wystąpił na igrzyskach olimpijskich w Helsinkach w 1952 roku, gdzie osada ZSRR w składzie: Jewgienij Brago, Władimir Rodimuszkin, Aleksiej Komarow, Igor Borisow, Sława Amiragow, Leonid Gissien, Jewgienij Samsonow, Władimir Kriukow i Igor Polakow (sternik) zdobyła srebrny medal w ósemkach. W finale o 5,3 sekundy przegrali z osadą USA, a o 1,9 sekundy wyprzedzili Australijczyków. Był to jego jedyny start olimpijski.
W ósemkach zdobywał również złote medale na mistrzostwach Europy w Kopenhadze (1953), mistrzostwach Europy w Amsterdamie (1954) i mistrzostwach Europy w Gandawie (1955).
Brał udział w wielkiej wojnie ojczyźnianej (w ramach II wojny światowej). Odznaczony Orderem Wojny Ojczyźnianej II klasy i Medalem „Za zasługi bojowe”. Po zakończeniu kariery sportowej był wykładowcą i profesorem wychowania fizycznego. Był także trenerem wioślarstwa. Jedenaście razy zdobywał mistrzostwo kraju: w dwójkach bez sternika w latach 1949–1950, w czwórkach bez sternika w 1950, w czwórkach ze sternikiem w 1951 oraz w ósemkach w latach 1946–1947, 1949, 1952–1954 i 1956.